# Annette Krause
Annette Krause (* 1966 in Freiburg im Breisgau) ist eine deutsche Fernsehmoderatorin und Journalistin beim Südwestrundfunk. Sie ist vor allem aus der SWR-Sendung Landesschau Baden-Württemberg bekannt.

## Leben
Annette Krause ist in Karlsruhe aufgewachsen. Sie arbeitet seit 1986 beim Fernsehen und Hörfunk. Nach einem Studium an der Hochschule für Musik und Darstellende Kunst in Stuttgart im Bereich Sprecherziehung und einem Journalistikstudium an der Universität Hohenheim begann sie beim Süddeutschen Rundfunk (SDR) eine Ausbildung zur Redakteurin.
Neben verschiedenen Moderationen im Vorabendprogramm des SWR Fernsehens wie der Landesschau KulTour war Annette Krause als Reporterin mit dem Landesschau-Mobil unterwegs. Durch ihre Tätigkeiten als Nachrichtensprecherin und Ansagerin im Hörfunk wurde sie einem breiten Publikum bekannt. Auf SWR4 gehört sie zu den Moderatoren des Sonntagskonzertes. In den letzten Sommern führte sie in der Sendung Annette im Schlaraffenland die Zuschauer durch die kulinarischen Regionen Baden-Württembergs. Außerdem gehört sie zum Moderatorenteam der Freitagabendsendung Expedition in die Heimat. Seit März 2025 moderiert sie einige Folgen der Quizshow Stadt – Land – Quiz.